# Настоящая кровь (комиксы)

## Vol.0 Великое откровение
В июле 2008 года за 3 месяца до премьеры первого сезона издательство «TOP COW» выпустила комикс «Настоящая кровь — Великое откровение» (англ. Great Revelations), который является приквелом всего сериала.
Ламар, древний и мудрый «Король Вампиров» Калифорнии, вызван в Токио для встречи с руководителями компании, которая производит Настоящую Кровь. По дороге он вспоминает, как была изобретена Настоящая Кровь, как она вошла в жизнь вампиров и привела к «Великому Откровению»…

## Vol.1 Наконец все в сборе
«Настоящая кровь: Наконец все в сборе» (англ. True Blood: All Together Now) — первая мини-серия комиксов, созданная по мотивам одноименного сериала ужасов «Настоящая кровь».

### #1
- Номер выпуска: 1
- Дата издания: июль 2010

Тихий дождливый вечер в баре У Мэрлотта заканчивается неожиданным появлением таинственного призрака, питающегося чувством стыда. Официантка Суки Стакхаус, её друзья и посетители заперты магическим полем, а призрак начинает раскрываеть тёмные секреты обитателей городка — никто не избежит правды…

### #2
- Номер выпуска: 2
- Дата издания: август 2010

Запертая в баре Сэма силовым полем таинственного призрака, поглощающего души, Суки вынуждена раскрыть свой самый тёмный секрет, чтобы спасти Билла и своих друзей. Нодостаточно ли страданий девушки для того, чтобы удовлетворить жажду духа, и как его появление связано со смертью родителей Суки и Джейсона?

### #3
- Номер выпуска: 3
- Дата издания: сентябрь 2010

Воспоминания Эрика о временах инквизиции вызывают жестокую реакцию местных жителей, запертых в баре — кажется, о ненасытного духа появился новый источник пищи. Но Сэм узнаёт способ перехитрить Трикстера, и с помощью Тары он готовит духу ловушку…

### #4
- Номер выпуска: 4
- Дата издания: октябрь 2010

Неспокойная ночка в ресторане продолжается. Атака Сэма на таинственного духа доказывает, что существует угроза для жителей города, а Сэм, в итоге вынужден вспомнить эпизод из своей жизни, которого он стыдится больше всего. И этого достаточно, чтобы придать сил злобному духу. Тем временем, Энди и Шериф выясняют, что их всех держит внутри мощный энергетический купол. Успеют ли они разобраться с происходящим, прежде Чем Джейсон вспомнит грязные подробности того, как он потерял свою невинность.

### #5
- Номер выпуска: 5
- Дата издания: ноябрь 2010

Секс в юности в соблазнительной учительницей полностью изменил отношение подростка Джейсона к женщинам. Но пришло время узнать историю Лафайетта, чья безумная мать подпитывает духа, держащего посетителей кафе в заложниках.
Расскажет ли Билл свою историю прежде чем на него упадёт луч дневного света? И почему Суки уверена, что самую страшную тайну хранит сам трикстер? Правда никогда не бывает плохой или хорошей, но она всегда переворачивает всё с ног на голову.

### #6
- Номер выпуска: 6
- Дата издания: ноябрь 2010

Суки и Эрик, Тара и Сэм, Джейсон и Лафайетт — каждый из них раскрыл свои самые тёмные тайны, тем самым предавая трикстеру, питающемуся стыдом, необходимую ему энергию. И вот 184-летний вампир раскрывает секрет, который он хранит с самого окончания Гражданской войны. Но солнце вскоре взойдет, и Суки пытается понять истинные намерения трикстера — успеет ли она?

## Vol.2 Отравленная любовь
«Настоящая кровь: Отравленная любовь» (англ. True Blood: Tainted Love) — вторая мини-серия комиксов, созданная по мотивам одноименного сериала ужасов «Настоящая кровь».

### #1
- Номер выпуска: 1
- Дата издания: февраль 2011

Мир обитателей маленького городка переворачивается с ног на голову, когда выясняется, что настоящая кровь в одной из поставок была отравлена, доводя вампиров Южного сообщества до безумия. Вспышки гнева и животной агрессии вампиров не позволяют поверить в скорый мир между людьми и нежитью. Но кто стоит за этим преступлением? Как сложится судьба Джессики, и какова в ней роль Хойта?

### #2
- Номер выпуска: 2
- Дата издания:март 2011

Джессика становится жертвой испорченной настоящей крови. Суки пытается спасти её, но позволит ли Билл ей сделать это? Между тем, Джейсон делает ужасающее открытие, а вампиры таинственного Фронта Освобождения дают миру о себе знать.

### #3
- Номер выпуска: 3
- Дата издания: апрель 2011

Скандал вокруг отравленной настоящей крови набирает обороты. Суки обращается за помощью к Эрику, и понимает, что попала в новые неприятности. Тем временем, состояние Джессики ухудшается, и, кажется, Билл станет её следующей жертвой.

### #4
- Номер выпуска: 4
- Дата издания: май 2011

Эрик и Суки отправляются на завод по производству настоящей крови, откуда поступил отравленный товар. Тем временем, жада мести приводит Джессику в стены старшей школы города, где студенты ждут начала Выпускного бала.

### #5
- Номер выпуска: 5
- Дата издания: июнь 2011

Билл отчаянно пытается взять под контроль хаос, устроенный Джессикой, и, кажется, что на этот раз он ничего не сможет исправить. Между тем, Суки и Эрик сталкиваются с виновником всех событий, связанных с созданием отравленного напитка — и как этот человек связан с Фронтом Освобождения Вампиров?

### #6
- Номер выпуска: 6
- Дата издания: июль 2011

Адская ночь ждёт маленький городок Бон-Темпс! Настоящая кровь превращает в Джессику в ту, кем по сути является вампир — тёмное и беспощадное существо, порождение глубин Ада! Билл пытается спасти возлюбленную Суки от Фронта Освобождения, но успеет ли он спасти обеих девушек прежде, чем встанет солнце?

## Vol.3 Французский квартал
«Настоящая кровь: Французский квартал» (англ. True Blood: French Quarter) — третья мини-серия комиксов, созданная по мотивам одноименного сериала ужасов «Настоящая кровь».

### #1
- Номер выпуска: 1
- Дата издания: август 2011

Суки помогает Эрику в поисках беспощадного убийцы по имени Гуерра, которого Эрик и Годрик убили в Париже более 200 лет назад, или им это только показалось? Между тем, Билл прибывает в город, где берётся за расследование таинственных событий, которые как-то связаны с жертвами Гуерры. Тем временем, в Бон-Тэмпс Пэм проявляется немалый интерес к личности Лафайетта.

### #2
- Номер выпуска: 2
- Дата издания: сентябрь 2011

Прошло меньше 24 часов, как Суки прибыла в Новый Орлеан, а кто-то уже пытается убить её, взорвав дом девушки. Между тем, становится понятно, что таинственный убийца скрывается во французских кварталах города. Лафайетт сталкивается со своими страхами, когда соглашается работать в баре «Фэнгтазия» по предложению Пэм.

### #3
- Номер выпуска: 3
- Дата издания: октябрь 2011

Билл Комптон ведёт своё собственное расследование, которое приводит его к полицейскому, ненавидящему вампиров — единственной ниточке, которая может привести его к древнему убийце. Однако дальнейшего поворота событий не ожидал никто, даже Эрик, вычисливший убийцу.

### #4
- Номер выпуска: 4
- Дата издания: декабрь 2011

Эрик умирает из-за инфекции, и вампир вынужден обратиться за помощью к Суки и Биллу. Они узнают правду о смерти Гуерры от рук Годрика. Но кто же загадочный убийца, и смогут ли герои найти его раньше, чем орлеанская полиция?

### #5
- Номер выпуска: 5
- Дата издания: январь 2012

Билл и Суки встречают с властями местного вампирического сообщества, однако эта встреча оставляет перед ними больше вопрос, чем у них было до этого. Тогда Эрик отводит их в древнюю библиотеку, в которой собрана вся известная информация о вампирах!

### #6
- Номер выпуска: 6
- Дата издания: январь 2012

Убийца ЛеДо загнал в свою ловушку Суки, и Билл с Эриком устремляются ей на помощь! Но всё ещё неясно одно — как это существо связано с таинственной эпидемией?

## Коллекционные издания
Позже обе мини-серии были изданы в двух томах с твёрдой обложкой:
- True Blood, Volume 1: All Together Now[19]
- True Blood, Volume 2: Tainted Love[20]